# Гундоровы
Гундоровы — ветвь князей Палецких (а через них Стародубских), Рюриковичи, последние представители которой зафиксированы в документах середины XIX века.
Род внесён в Бархатную книгу. При подаче документов для внесения рода в Бархатную книгу были поданы две родословные росписи князей Гундоровых: первая (март 1682), вторая (февраль 1686).
Род внесён в V часть родословной книги Казанской губернии (Гербовник, VII, I). Герб совпадает с гербом Ромодановских. В «Русской родословной книге» Лобанова-Ростовского родословие Гундоровых доведено до петровского времени.
По информации Петра Петрова, «все известия об этом роде, находившиеся в казанском дворянском депутатском собрании, уничтожены во время страшных пожаров, испепеливших город Казань» (1840), причём Ольга Андреевна Баранова, урождённая княжна Гундорова, ходатайствовала «о выдаче ей для предъявления куда следует родословной» (1876).

## Происхождение и история рода
Князь Фёдор Давыдович Палецкий Пестрый (XVI колено от Рюрика) имел пять сыновей, из которых князья Иван Большой, Андрей Большой и Андрей Меньшой имели прозвание «Гундор». Князь Давыд Васильевич Гундоров был воеводой при Иване Грозном, князь Андрей Иванович († 1611) — окольничим. Потомство первого из них, никогда не занимавшее высоких мест по службе, существовало ещё в первой половине XIX столетия.
В XVI столетии владели поместьями и вотчинами в Московском, Каширском, Тверском, Владимирском, Суздальском, Зарайском, Шуйском уездах.
Пять представителей рода владели населёнными имениями (1699).

## Известные представители
- Князь Гундоров, Иван Фёдорович Большой (Гундор) — сопровождал Елену Ивановну, дочь великого князя Ивана III в Литву (1495), на свадьбе князя В. Д. Холмского (1500) был в числе приглашённых, воевода в Казанском походе (1500), воевода правой руки (1501).
- Князь Гундоров Семён Иванович — воевода в Суре в правление Елены Глинской.
- Князь Гундоров Юрий Иванович — воевода.
- Князь Гундоров Фёдор Андреевич — воевода.
- Князь Гундоров Фёдор Васильевич — полковой голова в походе (1559).
- Князь Гундоров Давыд Васильевич — приглашён на свадьбу Казанского царя Семеона Бекбулатовича (1554), воевода в походах (1563 и 1564), в походе с Казанскими людьми (1565), воевода сторожевого полка (1566), наместник в Рыльске (1572).
- Князь Гундоров Андрей Иванович — воевода в Шацке (1587—1588), на службе во дворце (1598).
- Князь Гундоров Никита Григорьевич — полковой голова в передовом полку (1559), воевода левой руки (1562), Одоевске и Почепе (1564—1565).
- Князь Гундоров Сила Григорьевич — воевода во Мценске (1565—1567).
- Князь Гундоров Михаил — поддатня к рынде с копьём в походе (1559)[5].
- Князь Гундоров Гаврила Иванович — стряпчий с платьем (1627—1629).
- Князь Гундоров Иван Иванович — стряпчий с платьем (1627—1629), московский дворянин (1636—1640), стольник (1692).
- Князь Гундоров Семён Иванович — московский дворянин (1627—1629).
- Князь Гундоров Гаврила Богданович — стряпчий (1636)..
- Князья Гундоровы: Семён Семёнович, Никита и Григорий Фёдоровичи — московские дворяне (1640—1658).
- Князь Гундоров Матвей Степанович — стряпчий (1677), московский дворянин (1681), стольник (1692).
- Князья Гундоровы: Алексей Иванович, Борис Никитич — стольники (1688—1692).
- Князья Гундоровы: Осип Никитич, Алексей Григорьевич — московские дворяне (1692)[6].